# Josep Lluís Salvadó
Josep Lluís Salvadó i Tenesa (San Carlos de la Rápita, 27 de marzo de 1969) es un político español, diputado al Parlamento de Cataluña en la X, XI y XII legislaturas. Ocupó el cargo de Secretario de Hacienda del Gobierno de Cataluña y es Secretario General Adjunto de ERC desde 2011.

## Biografía
Salvadó es ingeniero Industrial por la Escuela Técnica Superior de Ingeniería Industrial de Barcelona (Universidad Politécnica de Cataluña) y ha desarrollado cargos técnicos y directivos en la industria. Fue miembro fundador del Bloque de Estudiantes Independentistas y militante de Catalunya Lliure desde 1988 a 1991.
Ingresó a ERC en 1991 y ha sido presidente de la sección local de la Ràpita y secretario de Política Municipal y Parlamentaria de la Federación del Ebro (1997-2000). Es presidente de la Federación del Ebro de ERC y miembro de la Ejecutiva Nacional de ERC desde el año 2000. Pertenece al Consejo Nacional de ERC desde 1997. También es miembro de la entidad Òmnium Cultural y de la Fundació Josep Irla.
Elegido concejal de San Carlos de la Rápita en las elecciones municipales de 1995, ocupó la alcaldía entre 1996 y 1998 merced un pacto entre PSC, ERC e ICV. Fue elegido concejal nuevamente en las elecciones municipales de 1999 y fue nombrado responsable de Promoción Económica (1995-2003) y presidente de la Sociedad Anónima Municipal de Promoción Urbanística (2002-2003). De 2000 a 2002 ha sido presidente del área de Promoción Económica del Consejo Comarcal de Montsià.
De 2004 a 2010 fue delegado territorial del Gobierno de la Generalidad de Cataluña en las Tierras del Ebro, excepto un corto período, en el que fue delegado J. Miquel Castelló (PSC). También fue presidente del Consorcio Memorial de los Espacios de la Batalla del Ebro (COMEBE).
Diputado por Tarragona en las Elecciones al Parlamento de Cataluña de 2012, ha sido portavoz del grupo parlamentario republicano en la Comisión de Economía, Finanzas y Presupuesto y miembro de la Diputación Permanente del Parlamento de Cataluña. Fue candidato en las Elecciones al Parlamento de Cataluña de 2015 en la lista de Junts pel Sí.
Fue detenido el 20 de septiembre de 2017 por la Guardia Civil en el marco de la Operación Anubis contra la celebración del Referéndum de autodeterminación de Cataluña, declarado ilegal por el Tribunal Constitucional español.
El 9 de marzo de 2018 se hizo público un audio en el que podía oírse a Josep Lluís Salvadó afirmando que para ocupar el puesto de consellera de Enseñanza, había que elegir "a la que tenga las tetas más gordas". En la misma conversación Salvadó afirma "están buscando una rumana, vía la mujer de Puigdemont, o una brasileña, que son resultonas. (...) Es misión imposible. Es más fácil inaugurar un auditorio que encontrar mujeres”. Su interlocutor era Josep Caparrós i García, alcalde de Sant Carles de la Ràpita. Nada de esto ha tenido consecuencias para ninguno de los dos.